# Koblenz (Szwajcaria)
Koblenz (gsw. Choblez) – gmina (niem. Einwohnergemeinde) w Szwajcarii, w kantonie Argowia, w okręgu Zurzach. Liczy 1 671 mieszkańców (31 grudnia 2020). Położona u ujścia rzeki Aare do Renu, u podnóża Schwarzwaldu. W pobliżu znajduje się przejście graniczne drogowe i kolejowe z Niemcami w Waldshut-Tiengen.

## Historia
W czerwcu 2015 roku Koblenz obchodziło 750-lecie istnienia.